# 古特·布洛伯爾

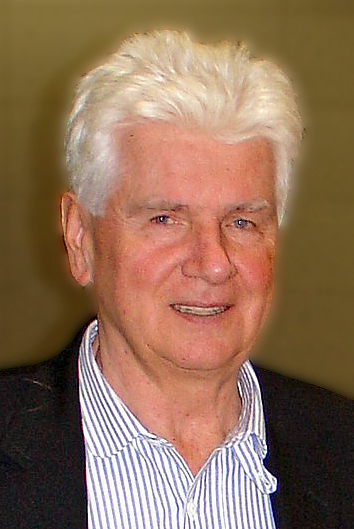
古特·布洛伯爾

古特·布洛伯爾（德語：Günter Blobel，1936年5月21日—2018年2月18日），德裔美国生物学家。

## 生平
因为发现信号肽被授予1999年诺贝尔生理学或医学奖。“地址标签”信号肽引导新合成的蛋白质分子到达细胞内恰当的地点，这一机制被称为蛋白质导向。2018年2月18日，布洛伯爾因病在美国纽约去世，终年82岁。